# Fjodor Alexandrovič Vasiljev
Fjodor Alexandrovič Vasiljev, rusky Фёдор Александрович Васильев (10. únorajul./ 22. února 1850greg., Gatčina – 24. záříjul./ 6. října 1873greg., Jalta) byl ruský malíř-krajinář, představitel romantismu, člen uměleckého sdružení peredvižniků.

## Život a dílo
Fjodor Vasiljev se narodil 22. února (10. února podle starého kalendáře) 1850 nedaleko Petrohradu. Jeho otec Alexandr Vasiljevič Vasiljev byl státní úředník. S Olgou Jemeljanovnou Polycevovou, Fjodorovou matkou, se oženil až čtyři roky po jeho narození, a proto byl Fjodor dlouhá léta považován za nemanželské dítě. Zanedlouho po jeho narození se rodina přestěhovala do Petrohradu, kde budoucí umělec strávil své dětství. Navzdory malířskému talentu, vzhledem k chudobě rodiny, se nemohl své zálibě naplno věnovat. Musel si vydělávat na živobytí a po smrti svého otce se stal dokonce živitelem rodiny. Přesto si vždy si našel čas na malování, ve kterém našel opravdové naplnění svého života. V roce 1856 se mu podařilo stát se studentem na petrohradské Akademii výtvarných umění.
V tomto čase se Vasiljev seznámil s I. N. Kramským a I. I. Šiškinem. V roce 1867 studium na Akademii úspěšně ukončil. Velkým vzorem byl pro něj zejména Šiškin a jeho okouzlující krajinky. Spolu s ním často navštěvoval přírodu, což v jeho další tvorbě zanechalo nesmazatelné vzpomínky. Příroda se stala trvalým zdrojem jeho inspirace. Dokladem toho jsou již jeho první díla vyznačující se zvláštní hloubkou a poetičností. Mezi jeho prvotiny dýchající lyrikou a vyzařující umělcovu lásku ke krajině patří obrazy Návrat stáda (1868) a Před deštěm (1870–1871). Slávu mu však přineslo až dílo Pohled na Volhu s bárkami (1870). Obraz vznikl pod dojmem cesty po Volze, kterou podnikl spolu s I. J. Repinem. Obraz je malířsky dokonalý, kolorit se vyznačuje harmonií a ušlechtilostí. Vasiljevova země je plná svěžesti. Další významné dílo vzniklo v roce 1871. Obraz Obleva ukazuje hluboký cit k ruské zemi. Během práce na tomto obraze se však velmi nachladil a časem u něj propukla tuberkulóza.
Jaro roku 1871 strávil v Petrohradě. Zde se stal jedním ze zakládajících členů petrohradské skupiny peredvižniků. Nemoc se mu však neustále vracela a proto podstoupil léčebný pobyt na Krymu. Zde však zemřel. I na Krymu ale ještě vytvořil několik děl. Jedním z posledních byl obraz Bláto v lese (1871). Umělec se zde ve vzpomínkách vracel k severské ruské přírodě. Po technické i kompoziční stránce se tento obraz stal předzvěstí tendencí, které se v ruském malířství rozvíjely v posledních letech 19. století. K dalším dílům, které vznikly během jeho krymského pobytu, patří např. Mokrá louka (1872), Zima na Krymu (1871–1873) či V krymských horách (1873). Tento obraz se nakonec stal i jeho posledním. Zemřel v třiadvaceti letech.

## Galerie

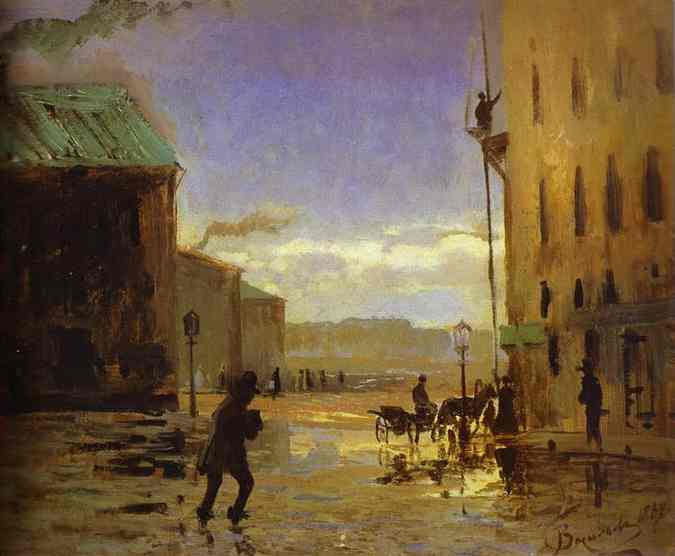
Po dešti, 1867, olej na plátně, Treťjakovská galerie, Moskva
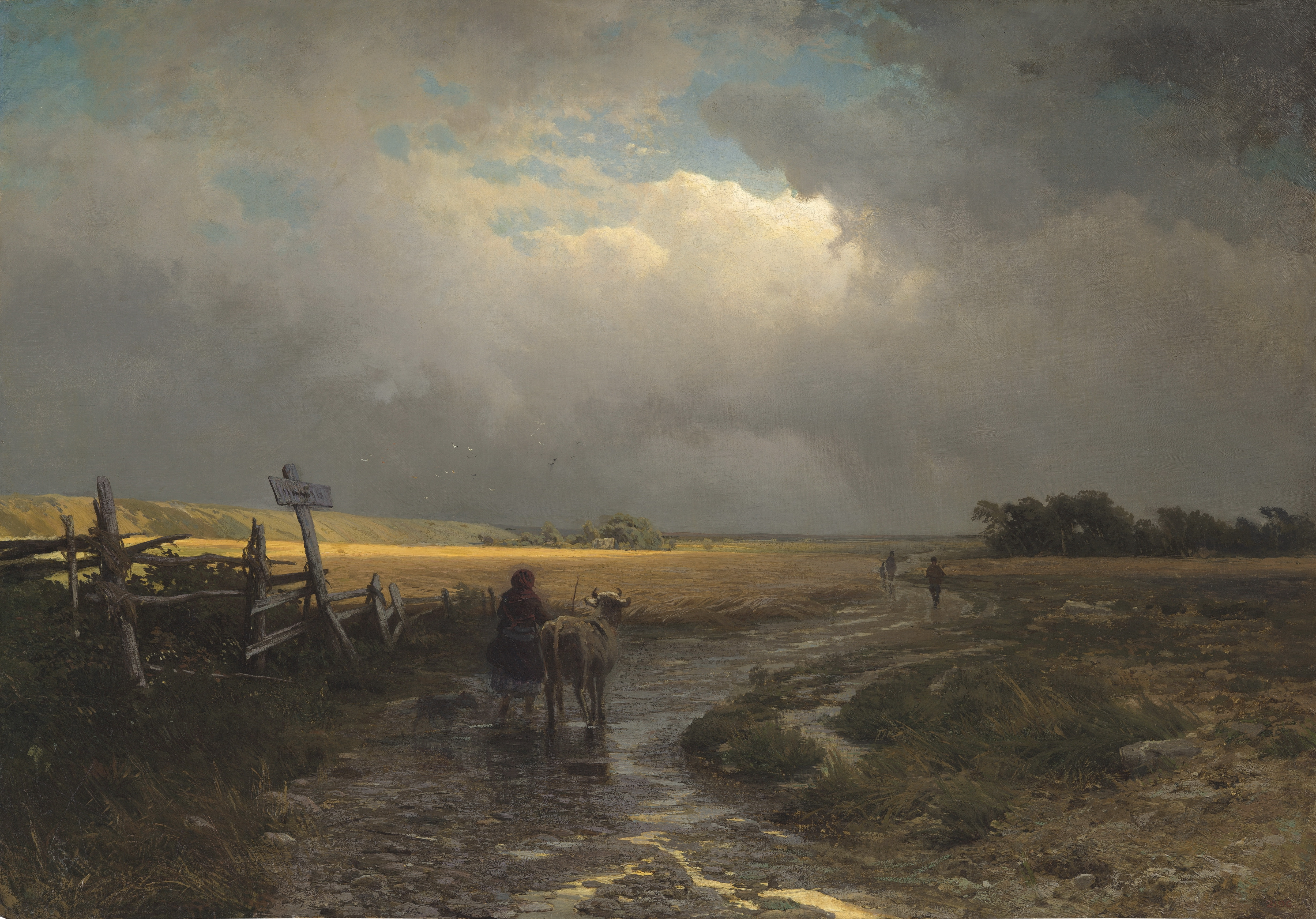
Po dešti, 1867 - 1869, olej na plátně, Státní ruské muzeum, Petrohrad
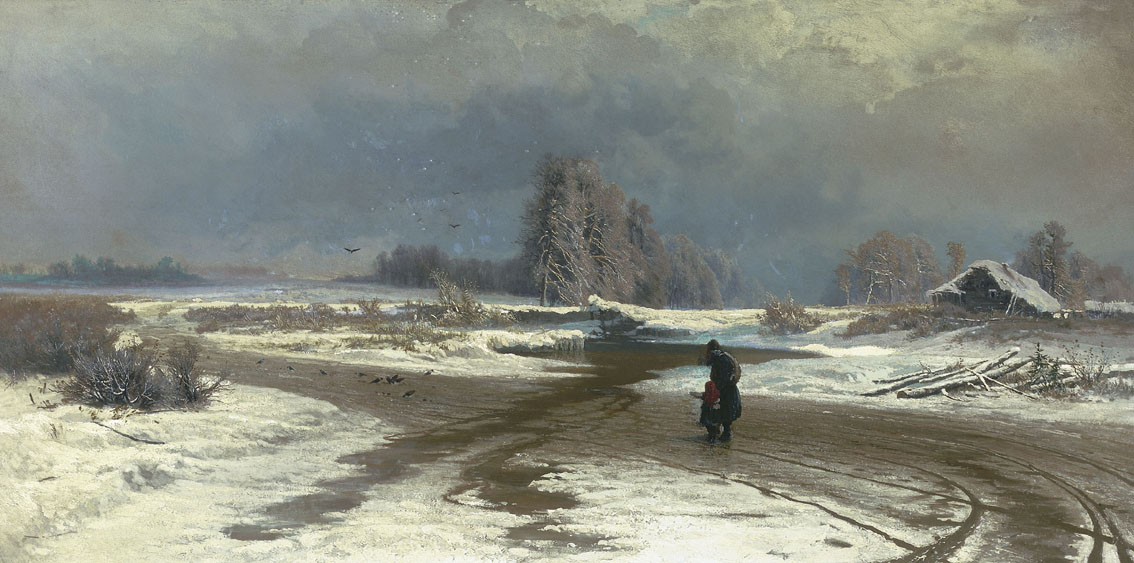
Obleva, 1871, olej na plátně, Treťjakovská galerie, Moskva
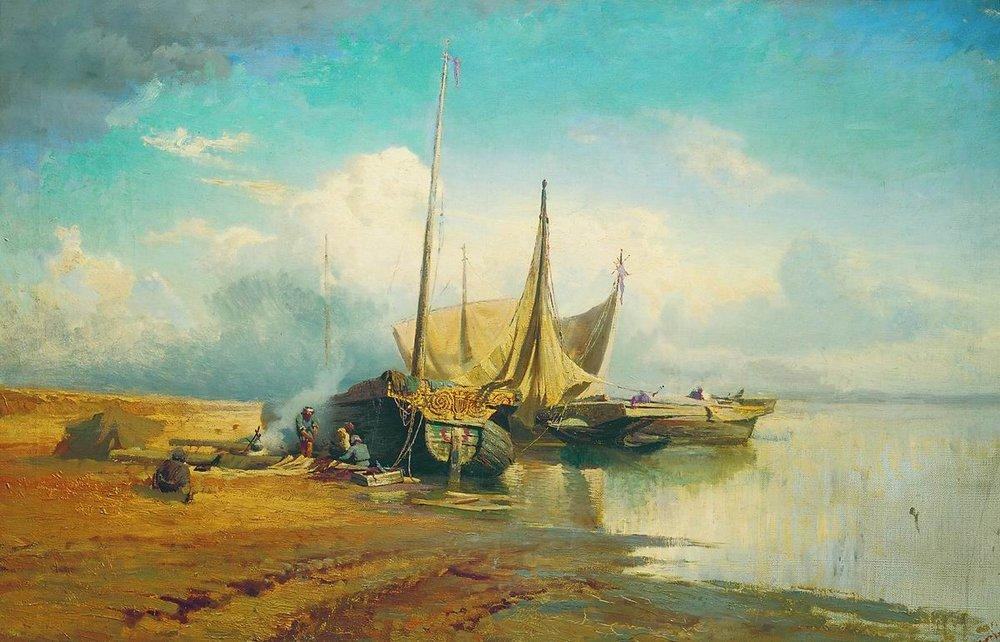
Pohled na Volhu s bárkami, 1870, olej na plátně, Státní ruské muzeum, Petrohrad
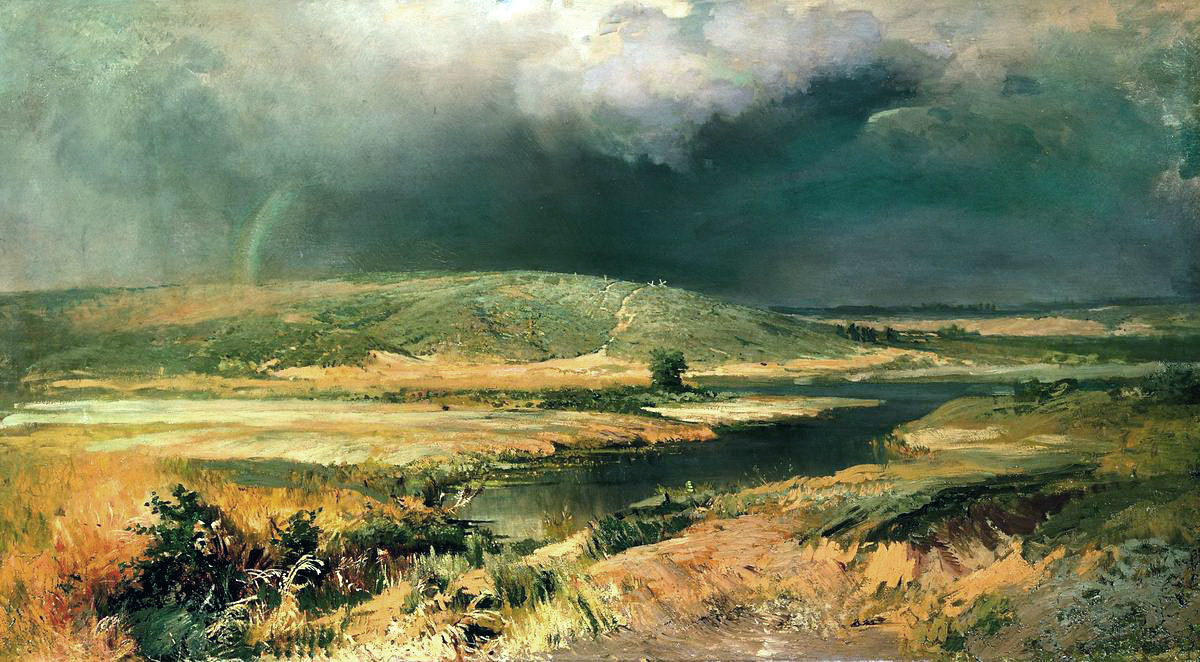
Zátoka Volhy, 1870, olej na plátně, Treťjakovská galerie, Moskva
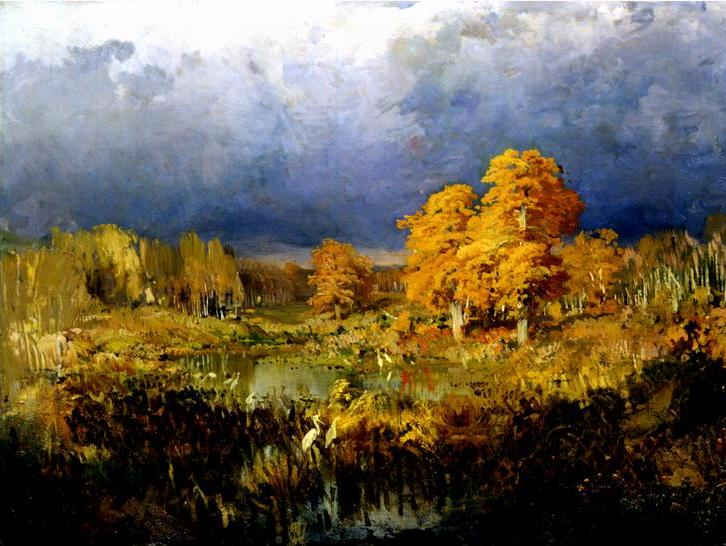
Bláto v lese, 1871, olej na plátně, Státní ruské muzeum, Petrohrad
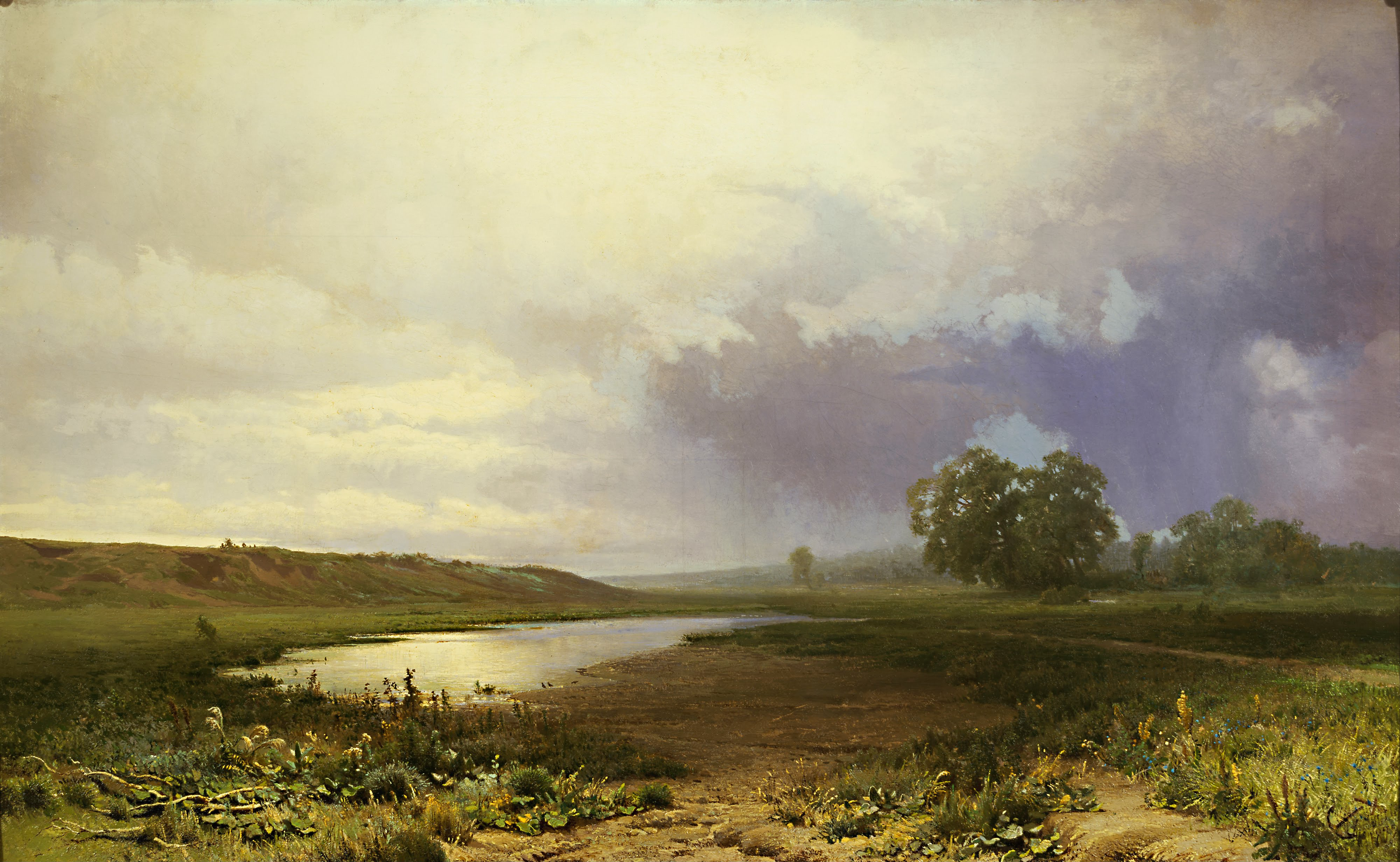
Mokrá louka, 1872, olej na plátně, Treťjakovská galerie, Moskva